# Yāʾ
Yā (en arabe يَاء, yāʾ, ou simplement ي) est la 28e lettre de l'alphabet arabe.
Sa valeur numérique dans la numération Abjad est 10.
Dans certains styles calligraphiques, le yāʾ final ou isolé peut avoir une forme avec un trait long terminant vers la droite, appelé يَاء رَاجِعَة (yāʾ rājiʿah), « yāʾ retour », ياء مردودة (yāʾ mardūdah), ou يَاء سَيْفِي (yāʾ sayfī), « yāʾ épée ». Cette forme est utilisée comme une lettre à part, le yāʾ bari ‹ ے ›, en ourdou et d’autres langues.
Sa forme finale ou isolée la plus courante est le ياء محققة (yāʾ muḥaqqaq).